# Neurogomphus fuscifrons
Neurogomphus fuscifrons – gatunek ważki z rodziny gadziogłówkowatych (Gomphidae).